# آلباتروس‌نما
آلباتروس‌نمایان (انگلیسی: Diomedeoididae) خانواده‌ای از پرندگان دریایی پیشاتاریخی هستند. این خانواده در راسته کبوتردریایی‌سانان قرار دارد که امروزه شامل آلباتروس‌ها و مرغ‌های باران است.
در حال حاضر خانواده آلباتروس‌واران تنها یک سرده به نام آلباتروس‌نماها (Diomedeoides) دارد که در آن سه گونه توصیف‌شده وجود دارد.
دسته‌بندی‌های این خانواده هنوز نیازمند بازنگری است.